# Boulevard Haguenau
Le boulevard Haguenau est une voie marseillaise située dans le 12e arrondissement de Marseille.

## Situation et accès
Situé dans le 12e arrondissement, quartier Saint-Barnabé, il débute avenue Saint-Barnabé et se termine boulevard Merle.
Le boulevard dessert l'impasse de l'Alaska, l'impasse du Labrador, l'allée Sainte-Colombe, l'impasse du Groenland, le boulevard Suchet et la rue Turcan.
La voie est accessible en métro par la ligne 1 à la station Louis Armand et en bus par la ligne 10 du réseau RTM.

## Origine du nom
Le nom évoque la ville de Haguenau en Alsace, ville natale de Joseph Thierry.

## Historique
Alors dénommée « boulevard Sainte-Colombe » la voie est classée dans la voierie marseillaise le 12 décembre 1911.
Par décision du conseil municipal, en date du 23 juillet 1915, le « boulevard Sainte-Colombe » prend le nom de « boulevard Haguenau ».

## Bâtiments remarquables et lieux de mémoire
- Angle du boulevard et avenue Saint-Julien : Joseph Thierry (1857-1918), député des Bouches-du-Rhône de 1898 à 1918 y a habité[1].